# イェンス・ベールンゼン

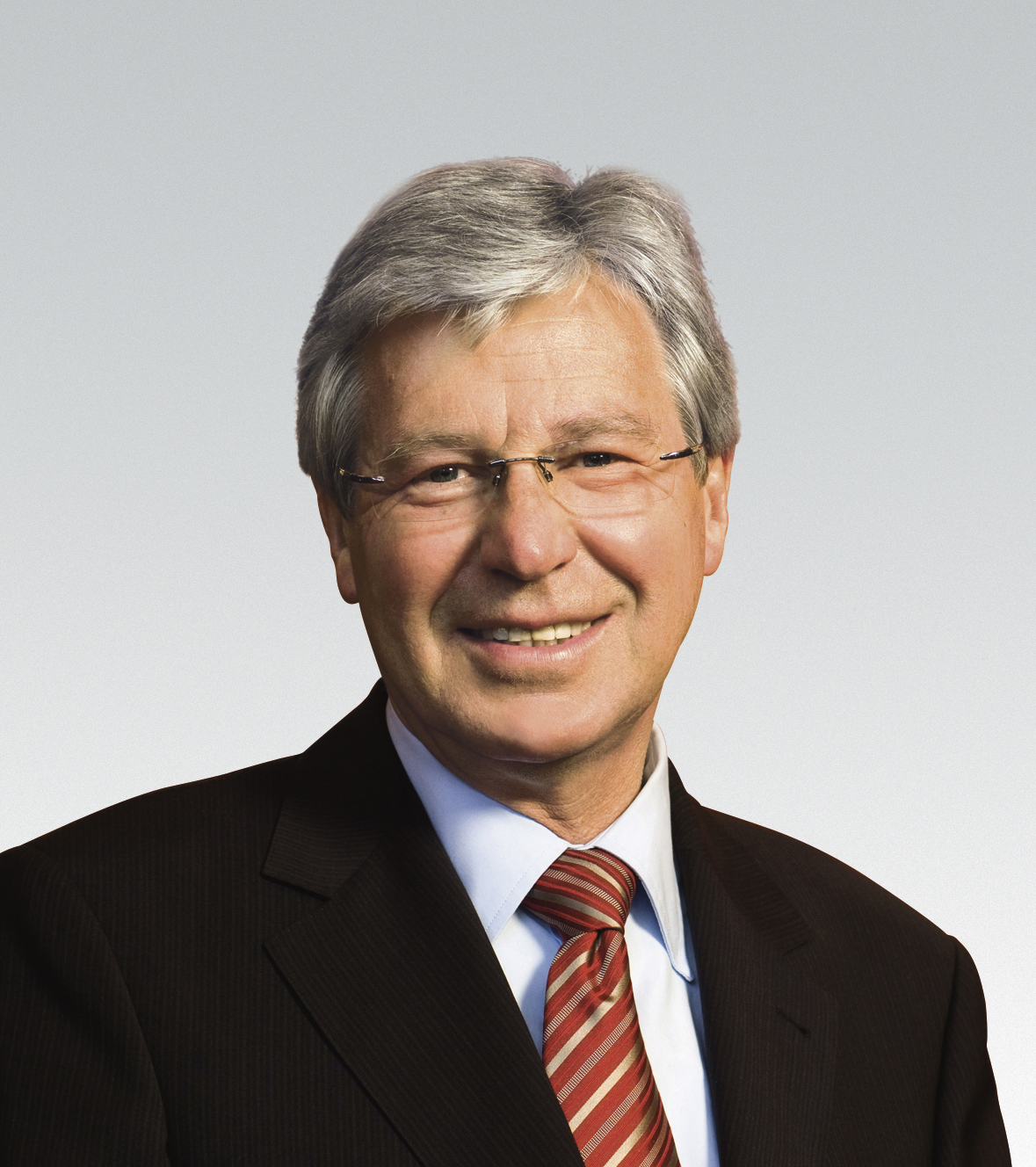
ベールンゼン（2008年）

イェンス・ベールンゼン（Jens Böhrnsen、1949年6月12日 – ）は、ドイツの政治家。所属政党はドイツ社会民主党（SPD）。
2005年から2015年まで、ブレーメン市長を務めた。2009年11月より1年間連邦参議院議長を務めた。その在任中にホルスト・ケーラー連邦大統領が辞任したため、2010年5月31日より6月末までの間、ドイツ連邦共和国基本法第57条によりその権限を行使した。

## 来歴
ブレーメン市のグレーペリンゲン地区で生まれた。父グスタフはナチスに追われたドイツ共産党の党員で、20年以上ヴェーザー造船所経営委員代表を務め、ブレーメン市議会でドイツ社会民主党 (SPD) 議員団長を1期務めたこともある。
ベールンゼンは1968年に市電の運賃値上げ反対デモに参加し、18歳で SPD に入党した。1968年にアビトゥーアに合格後、キール大学で1973年まで法学を学んだ。1973年に第1次司法試験に合格。兵役を拒否したため1974年から1975年まで奉仕活動に従事し、1977年に第二次司法試験に合格し、ブレーメン市役所で官吏試補となった。1978年に裁判官になり、1980年からはブレーメン行政裁判所裁判官を務め、1991年から1995年まで同裁判所所長を務めた。
1995年6月、ブレーメン市議会議員に当選。1999年には同市議会で党議員団長に就任した。2005年10月、党員投票によりヘニング・シェルフの後任としてブレーメン市長（市参事会代表および市長）候補に選出され、同年11月に市議会で正式に市長に選出され就任した。2007年5月の市議会選挙では SPD は得票率 36.8% と大幅に議席を減らしたが、野党ドイツキリスト教民主同盟 (CDU) も得票を大幅に減らしたため第1党の地位を守り、同盟90/緑の党との連立で政権を維持することができた。
2009年11月、各州首長が持ち回りする連邦参議院議長職に就任した。議長在任中の2010年5月31日、ホルスト・ケーラーが連邦大統領を辞任したため、連邦参議院議長であったベールンゼンがドイツ連邦共和国基本法第57条により、連邦大統領が空位の期間、その権限を行使した。なお、次期連邦大統領には連邦会議においてクリスティアン・ヴルフが選出された。
2015年5月10日に実施された市議会選挙でSPDが議席を減らしたことを受け、市長続投の辞退を表明、同党のカルステン・ジーリングが後任に選出された。

## 人物
宗派はプロテスタント。最初の結婚で2児をもうける。後妻は2007年3月に脳内出血のため58歳で死去した。2011年12月に校長を務める女性と再婚した。
ドイツ・イスラエル協会会員、複数の労働組合、労働者福祉協会の会員である。